# Maglemoská kultura

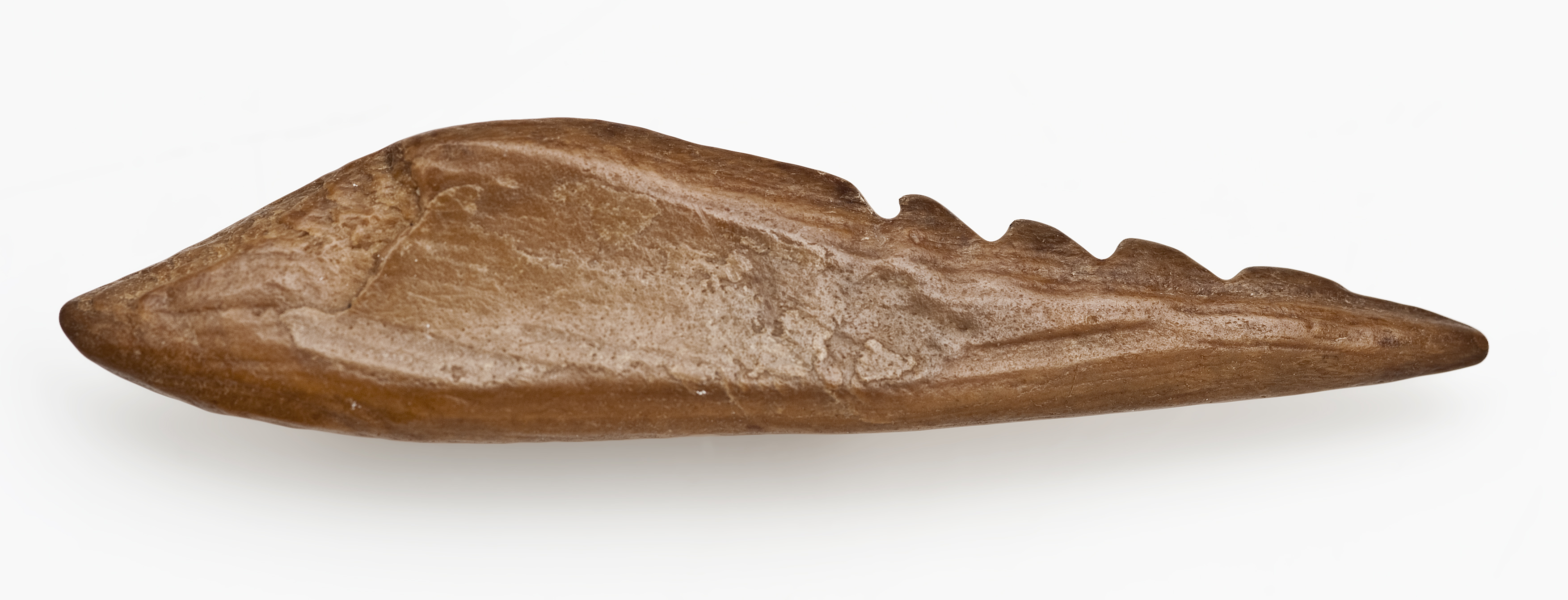
Ukázka kamenné industrie maglemoské kultury

Maglemoská kultura, datovaná do období přibližně mezi lety 9000 př. n. l. až 6000 př. n. l., je raná mezolitická kultura v severní Evropě. Ve Skandinávii byla tato kultura následována kongemoskou kulturou a tardenoiskou kulturou.

## Přírodní podmínky a rozšíření
Název kultury je odvozen od archeologického naleziště v Dánsku, Maglemose, které leží poblíž Gørlevu a Høngu v západní části ostrova Sjælland, a jenž se nachází jihozápadně od jezera Tissø. Zde v roce 1900 George Sarauw vykopal první pozůstatky osídlení patřící této kultuře. Sarauw také tuto kulturu v roce 1912 pojmenoval. Během 20. století byla nalezena řada podobných sídlišť nacházejících se od Anglie po Polsko a od švédského Skåne po severní Francii.
Když maglemoská kultura vzkvétala ležela hladina moří mnohem níž než v moderní době, a kontinentální Evropa a Skandinávie byly v té době spojeny s Británií. Kultura se rozvíjela na konci poslední doby ledové, kdy led ustupoval a ledovce roztávaly. Byl to dlouhý proces a hladiny moří v severní Evropě dosáhly moderních úrovní až okolo roku 6000 př. n. l. Do té doby voda zaplavila rozsáhlá území, která dříve obývali lidé maglemoské kultury. Existuje proto naděje, že rozvíjející se disciplína podvodní archeologie může v budoucnu odhalit zajímavé nálezy související s touto kulturou.
V důsledku tání ledovců se v oblasti jižní část Baltského moře vytvořilo z roztáté vody jezero, které bylo nejprve od oceánu odděleno pevninským mostem mezi Skandinávií a pevninskou Evropou. Se stoupající hladinou moře byly zaplaveny pobřežní pláně a nivy ledovcových údolí včetně s oblastí, které obýval lid maglemoské kultury.
Severní německé oblasti Meklenburska a Pomořanska byly v té době osídleny pravděpodobně jen řídce, neboť toto území bylo přesyceno vodou z ledovců, a proto byla oblast extrémně bažinatá. A právě dochované rašeliništní oblasti ve východním Německu jsou dědictvím doby ledové.
Otevřená krajina preboreální tundry byla během boreálu nahrazena lesy s hustou vegetací. Z původních březovo-borovicových lesů se postupně staly smíšené listnaté lesy, ve kterých se nacházel hlavně jilm a lípa. Ty se postupně přeměnily na smíšené dubové lesy. Fauna doby ledové s migrujícími stády sobů a divokých koní se přesunula více na sever a východ. Lesy místo nich obývali jeleni, divočáci, vlci a medvědi.

## Charakteristika
Lidé maglemoské kultury obývali lesnatá území a mokřady. Používali rybářské a lovecké nástroje vyrobené ze dřeva, kosti a pazourkových mikrolitů. Nálezy naznačují, že tito lidé domestikovali psa. Hlavním zdrojem potravy byl stále lov a rybolov a také sběr lesních plodů, ořechů a ovoce. Lidé se také minimálně sezónně usazovali a stavěli chatrče podobné těm, které byly nalezeny například v Howicku v Northumberlandu. Dochovaly se chaty postavené z kůry a také předměty vyrobené z pazourku, kostí a rohů. Charakteristickými pro tuto kulturou jsou ostré mikrolity pazourku, které se používaly jako hlavice kopí a šípů.
Běžné byly i individuální a kolektivní pohřby. Lidé byli pohřbíváni ve skrčené poloze a často posypáni červenou křídou. Z této kultury pochází také nejstarší nález tzv. těla či mumie z bažin, koelbjergský muž, datovaná do období kolem roku 8000 př. n. l. Další kosterní pozůstatky pochází z Køge Bugtu či Holmegårds Mose, které jsou datovány do období okolo roku 7000 př. n. l.

## Chronologický přehled maglemoské kultury
| Kultura                    | Datace                | Paleoklimatologie | Vegetace        | Savci | Ptáci                                                                  |
| -------------------------- | --------------------- | ----------------- | --------------- | --- | ---------------------------------------------------------------------- |
| raná maglemoská kultura    | 9000 – 7800 př. n. l. | preboreál         | bříza, borovice | pratur, zubr, los, tarpan                                                                                  | jeřábovití, čejka chocholatá                                           |
| střední maglemoská kultura | 7800 – 7000 př. n. l. | boreál            | líska, borovice | pratur, jelen evropský, srnec obecný, prase divoké, rys, liška, tchoř tmavý, jezevec lesní, kočka divoká   | morčák, potápky, lyska černá, volavkovití, jeřábovití, čejka choholatá |
| pozdní maglemoská kultura  | 7000 – 6400 př. n. l. | atlantik          | lípa            | pratur, jelen evropský, srnec evropský, prase divoké, rys, liška, tchoř tmavý, jezevec lesní, kočka divoká | morčák, potápky, lyska černá, volavkovití, jeřábovití, čejka choholatá |